# Liodrosophila bifurcata
Liodrosophila bifurcata är en tvåvingeart som beskrevs av Toyohi Okada 1974. Liodrosophila bifurcata ingår i släktet Liodrosophila och familjen daggflugor. Inga underarter finns listade i Catalogue of Life.